# Amalia Britos
Amalia Britos (Buenos Aires, Argentina; 14 de noviembre de 1917 - Id; 18 de marzo de 2016) fue una actriz argentina de cine, teatro y televisión.

## Carrera
De amplia trayectoria en los medios Amalia Britos supo lucirse en destacados roles en las tablas de importantes teatros argentinos como así también en decenas de películas siempre con roles de reparto y apoyo, principalmente, durante la década de 1950
Participó de recordadas películas con directores de la talla de Leopoldo Torre Nilsson, Luis César Amadori, Hugo del Carril y Enrique Carreras.
Estuvo afiliada al sindicato de la Asociación Argentina de Actores desde 1942. Llevó adelante un intenso trabajo en cine. Compartió escenas con Juan Carlos Thorry, Ana María Campoy, Nelly Láinez, Los Cinco Grandes del Buen Humor, Zully Moreno, Elsa Daniel, Lautaro Murúa, entre otros.
Luego de estar alejada unos años, retornó a la actividad actoral a mediados de los ´70. Integró los elencos del Teatro General San Martín y participó de programas televisivos, ficciones y ciclos teatrales.
Murió por causas naturales a los 98 años el viernes 18 de marzo de 2016. En su vida privada estuvo casada desde 1938 hasta mediado de los 40's con el actor argentino Pastor Serrador con quien tuvo un hijo.

## Filmografía
- 1975: Carmiña (Su historia de amor)
- 1973: El mundo que inventamos
- 1964: La industria del matrimonio, en el episodio "Correo sentimental".
- 1963: Las modelos
- 1960: El bote, el río y la gente
- 1959: Gringalet
- 1957: La casa del ángel
- 1956: Graciela
- 1955: El barro humano
- 1955: La Quintrala, doña Catalina de los Ríos y Lisperguer.
- 1955: Canario rojo
- 1955: Pájaros de cristal
- 1953: Trompada 45
- 1953: El vampiro negro
- 1951: Especialista en señoras[3]
- 1950: Don Fulgencio (El hombre que no tuvo infancia)

## Televisión
- 1984: Dos vidas y un destino.
- 1982: Todo tuyo.
- 1974/1976: Alta comedia.

## Teatro
- 1954: El último perro, estrenada en el Teatro Nacional Cervantes, con José de Ángelis, Alfonso Amigo, Milagros de la Vega, Américo Acosta Machado, Nelly Meden, Chita Dufour, Roberto Guthié, Miguel Faust Rocha, Esperanza Palomero, Horacio O'Connor, entre otros.
- 1951: El vivo vive del zonzo, de Antonio Botta y Marcos Bronenberg, con Alfonso Amigo, Gregorio Cicarelli, Héctor Ferraro, Salvador Fortuna, Ana María Latapie, Pepita Muñoz, Toti Muñoz, Eduardo Rela y Orestes Soriani.[4]
- 1951: ¡Que noche de casamiento! , junto con Fernando Chicharro, Martha Tamar, Mercedes Llambí, Alberto Soler y Alberto Bacigaluppi.
- 1951: Doña Prudencia Tormenta, Esposa, Mártir y Sargenta (1951), junto con los actores Gregorio Cicarelli, Pepita Muñoz y Héctor Ferraro, estrenada en el Teatro Apolo.
- 1950: ¡Flor de familia la mía!, con Alfonso Amigo, Arturo Arcari, María Armand, Arturo Bamio, Héctor Casares, Ricardo Castro Ríos, Alfredo Distasio, Felisa Mary, María Luisa Robledo, Carlos Rossi, Antonia Senra, Lilian Valmar y León Zárate.
- 1948: La enemiga, con la Compañía teatral de Blanca Podestá, junto con un destacado elenco entre las que se encontraban Mario Danesi, Lilia del Prado, Blanca Vidal, Manolita Serra, Cecilia Reyes, Mary Rey, Elisardo Santalla, Pedro Aleandro, Américo Acosta Machado, Alfredo Distasio y Jorge de la Riestra.[5]
- 1947/1949/1953: Sangre Gringa , estrenada en el Teatro Sena con Víctor Martucci, Pepita Muñoz, Gloria Ugarte, Enrique Belluscio, J. Borras, Vicente Formi y G. Vega.
- 1943: ¡Que no lo sepa Nicola!, en el Teatro Marconi con Pepe Ratti, Tito Lagos, Toti Muñoz, Alfonso Amigo, Vicente Formi, Estela Vidal, Tota Ferreyra y Alicia Bari.